# Шипняговка
Шипняговка — заимка в Боханском районе Иркутской области России. Входит в состав Олонского муниципального образования. Находится примерно в 143 км к западу от районного центра.

## Население
По данным Всероссийской переписи, в 2010 году на заимке проживали 83 человека (32 мужчины и 51 женщина).